# Fusiturris
Fusiturris é um gênero de gastrópodes pertencente a família Fusiturridae.

## Espécies
- Fusiturris amianta (Dautzenberg, 1912)[4]
- †Fusiturris aquensis (Grateloup, 1832)[5]
- †Fusiturris duchasteli flexiplicata (Kautsky, 1925)[5]
- †Fusiturris geneifae Abbass H., 1977[6]
- Fusiturris pfefferi (Strebel, 1912)
- Fusiturris pluteata (Reeve, 1843)[7]
- †Fusiturris porrecta (Wood, 1848)[5]
- Fusiturris similis (Bivona, 1838)[8]
- Fusiturris torta (Dautzenberg, 1912)[9]
- Fusiturris undatiruga (Bivona Ant. in Bivona And., 1838)[10]

Espécies trazidas para a sinonímia
- Fusiturris kribiensis Bozzetti, 2015: sinônimo de Tomellana hupferi var. fusca (Strebel, 1912) aceito como Tomellana hupferi (Strebel, 1912)